# Championnat du Qatar de football 2013-2014
Navigation
Saison précédente Saison suivante
La saison 2013-2014 du Championnat du Qatar de football est la cinquantième édition du championnat national de première division au Qatar. Les quatorze meilleures équipes du pays sont regroupées au sein d'une poule unique où elles s'affrontent deux fois au cours de la saison, à domicile et à l'extérieur. En fin de saison, les deux derniers du classement sont relégués en deuxième division.
C'est Lekhwiya Sports Club, qui remporte la compétition après avoir terminé en tête du classement final, avec cinq points d'avance sur El Jaish SC et six sur le tenant du titre, Sadd Sports Club. C'est le troisième titre de champion du Qatar de l'histoire du club.

## Qualifications continentales
Les trois premiers du championnat ainsi que le gagnant de la Coupe du Qatar se qualifient pour la Ligue des champions. Si un club réalise le doublé, c'est le 4e du classement qui obtient sa qualification. 
De plus, deux autres équipes participent à la Coupe du golfe des clubs champions.

## Les clubs participants
| - Al-Rayyan SC - Al-Arabi Sports Club - El Jaish SC - Al-Khor Sports Club - Al-Gharafa SC - Al-Sailiya Sports Club - Al Ahli SC - Promu de D2 | - Qatar Sports Club - Sadd Sports Club - Umm Salal SC - Al Kharitiyath Sports Club - Lekhwiya Sports Club - Al-Wakrah Sports Club - Muaither SC - Promu de D2 |

## Compétition

### Classement
Le classement est établi sur le barème de points classique (victoire à 3 points, match nul à 1, défaite à 0).
| Rang | Équipe                     | Pts | J  | G  | N  | P  | Bp | Bc | Diff |
| ---- | -------------------------- | --- | -- | -- | -- | -- | -- | -- | ---- |
| 1    | Lekhwiya Sports Club       | 53  | 26 | 16 | 5  | 5  | 55 | 30 | +25  |
| 2    | El Jaish SC                | 48  | 26 | 14 | 6  | 6  | 39 | 27 | +12  |
| 3    | Al-Sadd Sports Club'T'C    | 47  | 26 | 13 | 8  | 5  | 54 | 30 | +24  |
| 4    | Al-Sailiya Sports Club     | 42  | 26 | 11 | 9  | 6  | 45 | 37 | +8   |
| 5    | Al-Arabi Sports Club       | 39  | 26 | 11 | 6  | 9  | 41 | 41 | 0    |
| 6    | Al Ahli SCP                | 34  | 26 | 9  | 7  | 10 | 48 | 50 | -2   |
| 7    | Umm Salal SC               | 34  | 26 | 9  | 7  | 10 | 34 | 36 | -2   |
| 8    | Al-Wakrah Sports Club      | 32  | 26 | 8  | 8  | 10 | 41 | 40 | +1   |
| 9    | Al-Gharafa SC              | 32  | 26 | 8  | 8  | 10 | 40 | 41 | -1   |
| 10   | Qatar SC                   | 31  | 26 | 8  | 7  | 11 | 34 | 40 | -6   |
| 11   | Al-Khor Sports Club        | 30  | 26 | 5  | 15 | 6  | 29 | 30 | -1   |
| 12   | Al Kharitiyath Sports Club | 29  | 26 | 7  | 8  | 11 | 31 | 34 | -3   |
| 13   | Al-Rayyan SC               | 29  | 26 | 7  | 8  | 11 | 34 | 40 | -6   |
| 14   | Muaither SCP               | 14  | 26 | 4  | 2  | 20 | 28 | 69 | -41  |

|  | Qualification pour la Ligue des champions de l'AFC 2015                         |
|  | Qualification pour le tour préliminaire de la Ligue des champions de l'AFC 2015 |
|  | Qualification pour la Coupe du golfe des clubs champions 2015                   |
|  | Relégation directe en deuxième division                                         |
|  | T : Tenant du titre C : Vainqueur de la Coupe du Qatar P : Promu de D2          |

## Bilan de la saison
| Championnat du Qatar de football 2013-2014                        |                        |
| Champion                                                          | Lekhwiya SC (3e titre) |
| Coupes et trophées                                                |                        |
| Vainqueur de la Coupe du Qatar 2013-2014                          | Sadd Sports Club       |
| Qualifications continentales                                      |                        |
| Ligue des champions de l'AFC 2015                                 | Lekhwiya Sports Club   |
| Ligue des champions de l'AFC 2015                                 | Sadd Sports Club       |
| Ligue des champions de l'AFC 2015 (tour préliminaire)             | El Jaish SC            |
| Ligue des champions de l'AFC 2015 (tour préliminaire)             | Al-Sailiya Sports Club |
| Coupe du golfe des clubs champions 2015                           | Al-Arabi Sports Club   |
| Coupe du golfe des clubs champions 2015                           | Al-Rayyan SC           |
| Promotions et relégations                                         |                        |
| Promus en Qatar Stars League                                      | Al Shamal              |
| Promus en Qatar Stars League                                      | Al-Shahaniya SC        |
| Relégués en Championnat du Qatar de football de deuxième division | Al-Rayyan SC           |
| Relégués en Championnat du Qatar de football de deuxième division | Muaither SC            |